# Ричард Хеър
Ричард Марвин Хеър (на английски: Richard Mervyn Hare) (21.03.1919 – 29 януари 2002) е английски философ, професор по философия на морала в Оксфордския университет между 1966 и 1983 г. Впоследствие в продължение на няколко години преподава в Университета на Флорида. Неговите метаетични теории са влиятелни през втората половина на ХХ век.
Хеър е известен най-вече с развитието на прескриптивизма като метаетична теория. Той вярва, че формалните характеристики на моралния дискурс могат да се използват, за да покаже, че правилното морално мислене ще доведе повечето хора до предпочитане на утилитаризма.
Някои от учениците му, като Брайън Макгинес и Бърнард Уилямс, са се превърнали в едни от най-известните философи на своето време. Питър Сингър, известен с участието си в движението за права на животните, също е ученик на Хеър, и несъмнено е приел някои от неговите възгледи.

## Биография
Ричард Хеър е роден в Бекуел, Съмърсет. Завършил е Училището „Ръгби“ в Уорикшър, след това през 1937 г. Balliol College в Оксфорд, където чете класиците на античната философия. Въпреки че е пацифист, кандидатства като доброволец в Кралската артилерия, но при падането на Сингапур през 1942 г. става военнопленник на Япония до края на Втората световна война. Този опит има трайно въздействие върху философските възгледи на Хеър, особено мнението му, че моралната философия има задължение да помага на хората да живеят живота си като морални същества. Неговият първи труд в областта на философията, който си остава непубликуван, датира от този период. В него според вестник „Индипендънт“ той се опитва да разработи система, която може да „служи като ръководство за живот в най-суровите условия“.
След Втората световна война се завръща в Оксфорд, където през 1947 г. сключва брак с Катрин Верней, брак, от който се раждат един син и три дъщери. (Синът му Джон Е. Хеър също е философ). Избран е за преподавател по философия в Balliol (1947 – 1996); почетен сътрудник в Balliol (1974 – 2002), и е назначен за преподавател по религия (1963 – 66), и професор по философия на морала (1966 – 1983), който е придружавал преминаването към колежа Corpus Christi. От 1972 до 1973 г. е президент на Аристотеловото общество. Напуска Оксфорд през 1983 г., за да заеме поста на професор по философия в Университета на Флорида в Гейнсвил до 1994 г.
Умира в Юлми, Оксфордшир на 29 януари 2002 г., след като получава серия от инсулти.

## Влияние
Хеър е силно повлиян от емотивизма на Алфред Еър и Чарлз Л. Стивънсън, философията на обикновения език на Джон Остин, част от философията на късния Лудвиг Витгенщайн, утилитаризма и Имануел Кант.
Хеър приема, че етичните правила не трябва да се основават на принципа на полезност. Неговият хибриден подход към метаетиката го отличава от класическите утилитаристи като Джереми Бентам. Хеър използва много от понятията и идеите на Кант.